# Solanum oligacanthum
Solanum oligacanthum är en potatisväxtart som beskrevs av Ferdinand von Mueller. Solanum oligacanthum ingår i släktet skattor som ingår i familjen potatisväxter. Inga underarter finns listade i Catalogue of Life.